# Skîbî, Liuboml
Skîbî (în ucraineană Ски́би) este un sat în comuna Birkî din raionul Liuboml, regiunea Volînia, Ucraina.

## Demografie
Componența lingvistică a localității Skîbî
     Ucraineană (99,62%)
     Alte limbi (0,38%)
Conform recensământului din 2001, majoritatea populației localității Skîbî era vorbitoare de ucraineană (99,62%), existând în minoritate și vorbitori de alte limbi.